# Спиналонга
Спиналонга је мало ненасељено острво веома близу од североисточне обале Крита (свега пар стотина метара). Најближе значајније место је Агиос Николаос на Криту, удаљен око 15 км. Некада је то било полуострво од кога су Млечани направили острво. У култури и грађевинама острва се осјећа утицај Млечана. Острво је почетком 20. века било колонија за губавце. Познато је као „град духова“, са много грађевина, која су пале у заборав. Кад се искрцате са брода, којим дођете на острво, дочекаће вас отвор у зиду старе Млетачке тврђаве. Одатле идете ниским дугим тунелом, који је познат под називом Дантеова капија. Тај назив је дат, јер обољели од губе (лепре) нису знали шта ће бити са њима, а повратка назад није било.